# Sonja Wilken
Sonja Wilken (* 23. Dezember 1928 in Hamburg; † 1. Dezember 1977) war eine deutsche Schauspielerin und Kabarettistin.

## Leben und Wirken
Die gebürtige Hamburgerin erhielt gleich nach dem Krieg ihre künstlerische Ausbildung in ihrer Heimatstadt und trat 1947 ihr erstes Engagement am hiesigen Thalia-Theater an. Es folgten mehrere Spielzeiten umfassende Verpflichtungen in die norddeutsche Provinz, nach Rendsburg, Lübeck und Lüneburg. 1952 kehrte Sonja Wilken nach Hamburg zurück. In der kommenden Spielzeit trat sie unter der Leitung von Hans Fitze am Harburger Theater auf und lernte dort überdies ihren späteren Mann, den Schauspieler und Kabarettisten Reinhold Brandes kennen. Ende der 1950er Jahre ging sie für mehrere Spielzeiten ans Altonaer Theater.
In dieser Zeit, den 1950er Jahren, wirkte Sonja Wilken sporadisch in dem einen oder anderen Kino- und frühen Fernsehfilm mit. Mit Brandes ging sie im darauffolgenden Jahrzehnt nach Berlin und schloss sich mit ihm dem Kabarett Die Stachelschweine an. Zur selben Zeit, seit Mitte der 1960er bis in die frühen 1970er Jahre hinein, wurde die blonde Künstlerin häufig für Fernsehproduktionen geholt; in der Serie Tanz-Café hatte sie 1971 eine durchgehende Rolle. Im selben Jahr trat sie mit ihrem Mann in der Heinz-Erhardt-Kinokomödie Unser Willi ist der Beste gemeinsam vor die Kamera. Wenig später starb Brandes. In dessen Todesjahr 1972 zog sich Sonja Wilken von der Arbeit vor der Kamera zurück.

## Filmografie
Kino, wenn nicht anders angegeben
- 1953: Unter den Sternen von Capri
- 1955: Der falsche Adam
- 1956: Die Ehe des Dr. med. Danwitz
- 1958: Das Geld, das auf der Straße liegt (TV)
- 1964: Am Sonntag gehört Vati uns (TV)
- 1965: Tagträume (TV)
- 1966: Panoptikum (TV)
- 1968: Familie Musici (TV)
- 1969: Tommy Tulpe (TV-Serie)
- 1969: Babylon 69 (TV)
- 1969: Alle Hunde lieben Theobald (zwei Folgen der TV-Serie)
- 1970: Mit Vollgas ins Glück – gehupt wie gesungen (TV)
- 1971: Tanz-Café (TV-Serie)
- 1971: Unser Willi ist der Beste
- 1972: Sprungbrett (eine Folge der TV-Serie)